# Extraordinarii
Gli extraordinarii facevano parte del contingente alleato che accompagnava le legioni consolari quando erano in campagna militare. In un'armata consolare, infatti, il numero di truppe schierate dai socii era pari a quello dei romani, mentre i cavalieri erano di numero triplo, anche se queste proporzioni non sempre venivano rispettate. Il console nominava dodici prefetti tra i socii, con poteri corrispondenti a quelli dei tribuni militari romani. Dall'armata fornita dai socii veniva quindi prelevato un terzo dalla cavalleria e un quinto dalla fanteria. Sono i praefecti a scegliere queste truppe.
Questi soldati prendevano il nome di extraordinarii e venivano usati per compiti speciali. Polibio aggiunge infatti che queste truppe, di solito, non solo erano accampate vicino ai consoli, ma durante le marce e in ogni altra occasione, erano totalmente e costantemente a disposizione del console e del questore. Il resto delle truppe alleate (socii) era diviso in due parti, con lo scopo di formare le "ali" dello schieramento.
Gli extraordinarii erano posizionati all'interno del castrum all'epoca di Polibio, all'estremità dell'ultima tenda dei tribuni. Qui erano accampati i cavalieri scelti, insieme ad un gruppo di volontari (evocati), che prestavano servizio personale ai consoli. Essi erano disposti parallelamente alle linee laterali della palizzata difensiva, con le tende rivolte verso i magazzini del questore, oppure verso il forum a seconda di dove si trovassero rispetto ai tribuni delle due legioni.